# بخش آتن (شهرستان آتن، اوهایو)
بخش آتن (به انگلیسی: Athens Township) یک منطقهٔ مسکونی در ایالات متحده آمریکا است که در شهرستان آتن، اوهایو واقع شده‌است.
 بخش آتن ۹۶٫۰ کیلومتر مربع مساحت و ۳۰٬۴۷۳ نفر جمعیت دارد و ۱۹۴ متر بالاتر از سطح دریا واقع شده‌است.